# Cal Mayol
Cal Mayol és una masia del municipi de Ribes de Freser (Ripollès) inclosa en l'Inventari del Patrimoni Arquitectònic de Catalunya.

## Descripció
Format per les cases de Cal Myol, Cal Pellicer i la Torre, al segle X era una batllia del monestir de Ripoll amb cases, terres, vinyes i mamada. Les dades històriques ens parlen de la diversitat de l'explotació, caracteritzada per la síntesi d'activitats agrícoles, ramaderes, i forestals, tret que segons alguns autors defineix el mas.
A Massana queda reflectit tant pel que fa a l'estructura i disposició del conjunt, casa, construccions auxiliars, corral, era de batre, com per la configuració paisatgística dels camps de conreu, l'hort, pastures, erms i bosc.